# Абдельмажид Долмі
Абдельмажид Долмі (19 квітня 1953, Касабланка — 27 липня 2017, Касабланка) — марокканський футболіст, що грав на позиції півзахисника насамперед за «Раджу» (Касабланка), а також національну збірну Марокко.

## Клубна кар'єра
У дорослому футболі дебютував 1970 року виступами за команду «Раджа» (Касабланка), в якій провів сімнадцять сезонів, взявши участь у 418 матчах чемпіонату. Більшість часу, проведеного у складі «Раджи», був основним гравцем команди.
Згодом протягом 1987—1990 років захищав кольори клубу «СО Касабланка», після чого повернувся до «Раджі», де провів останній у своїй кар'єрі сезон 1990/91.

## Виступи за збірну
1973 року дебютував в офіційних матчах у складі національної збірної Марокко. Захищав її кольори протягом 16 років.
За цей час у складі збірної був учасником чемпіонату світу 1986 року в Мексиці, а також трьох розіграшів  Кубка африканських націй — 1976 року в Ефіопії, де марокканці стали чемпіонами Африки, 1986 року в Єгипті та 1988 року в Марокко.
Загалом протягом кар'єри у національній команді провів у її формі 140 матчів, забивши 6 голів.
Помер 27 липня 2017 року на 65-му році життя в Касабланці.

## Титули і досягнення
- Переможець Кубка африканських націй: 1976